# Le strade del tempo
Le strade del tempo è il quarto album in studio del gruppo musicale italiano Le Vibrazioni, pubblicato il 22 gennaio 2010 dalla RCA Records.

## Descrizione
(Francesco Sarcina)
Il disco è stato realizzato insieme a vari ospiti, tra cui Davide Rossi, arrangiatore e orchestratore per i Coldplay in occasione del loro quarto album Viva la vida or Death and All His Friends, Cecilia Chailly e Mattia Boschi. Marco Trentacoste oltre ad essere per la seconda volta produttore del gruppo, ne è adesso anche chitarrista e tastierista, sebbene non sia considerato parte integrante della formazione. La principale caratteristica dell'album è senz'altro una marcata collaborazione dei componenti del gruppo nella composizione delle melodie.
Il brano Va così farà parte della colonna sonora di Laria, film del 2010 diretto da Valerio Jalongo, con protagonista Valeria Golino.
Nella title track Le strade del tempo è inserito un testo nascosto in backmasking: «Le strade del tempo ci hanno portato fin qui al collasso totale di questa malata società, quindi solo coloro dall'animo lucente saranno in grado di sopravvivere in questa buia epoca per dar vita ad una nuova coscienza umana».

## Tracce
Testi e musiche di Francesco Sarcina, eccetto dove indicato.
1. Va così – 3:18 (musica: Francesco Sarcina, Alessandro Deidda, Stefano Verderi)
2. Parlo col vento – 3:17 (musica: Francesco Sarcina, Alessandro Deidda, Stefano Verderi)
3. Senza indugio – 3:59 (musica: Francesco Sarcina, Alessandro Deidda, Stefano Verderi)
4. Respiro – 5:29 (musica: Francesco Sarcina, Stefano Verderi)
5. E volar via – 3:33 (musica: Francesco Sarcina, Alessandro Deidda, Stefano Verderi)
6. Le strade del tempo – 3:25
7. Oggi no – 4:30 (musica: Francesco Sarcina, Alessandro Deidda, Stefano Verderi)
8. Le sirene del mare – 4:59 (musica: Francesco Sarcina, Alessandro Deidda, Stefano Verderi)
9. Malie – 4:47
10. Ridono gli dei – 6:03 (musica: Francesco Sarcina, Stefano Verderi)
11. Come ieri – 3:44 (musica: Francesco Sarcina, Marco Trentacoste)

Tracce bonus nell'edizione digitale
1. Aspettando (Live) – 3:55
2. Invocazioni al cielo – 3:17

## Formazione
Gruppo
- Francesco Sarcina – voce, chitarra
- Stefano Verderi – chitarra, pianoforte, sintetizzatore, rhodes
- Emanuele Gardossi – basso
- Alessandro Deidda – batteria, percussioni

Altri musicisti
- Marco Trentacoste – sintetizzatore, minimoog, chitarra, produzione, registrazione
- Davide Rossi – arrangiamenti ed esecuzione archi su Malie
- Cecilia Chailly – arpa (tracce 8 e 11)
- Mattia Boschi – violoncello (tracce 3, 4 e 10)

## Classifiche
| Classifica (2010) | Posizione massima |
| ----------------- | ----------------- |
| Italia            | 14                |